# 麦克·鲁宾逊
麦克·鲁宾逊（英語：Mack Robinson，1914年7月18日—2000年3月12日），佐治亚州人，美国男子田径运动员，主攻短跑。他曾代表美国参加1936年夏季奥林匹克运动会田径比赛，获得男子200米银牌。